# Castell de San Antonio de la Eminencia
El castell de San Antonio de la Eminencia és una fortificació construïda entre 1659 i 1686 prop de Cumaná (Veneçuela) pel governador de la província de Nueva Andalucía per tal de protegir la ciutat de les freqüents incursions dels pirates.
L'emplaçament del castell permet controlar tant la ciutat com el golf de Cariaco i la península d'Araya. Dissenyada en forma d'estrella de quatre puntes, cadascuna de les quals apuntant a un punt cardinal, fou la fortificació més important que protegia Cumaná. Les seves parets fan dos metres de gruix i estigué dotada d'artilleria fins ben entrat el segle xix. El castell es connecta amb la ciutat per mitjà de túnels i passadissos.
L'edifici serví també com a presó, i entre els presos més il·lustres que hi foren tancats hi ha José Antonio Páez i José Tadeo Monagas. L'any 1929 un terratrèmol va danyar seriosament el castell, però fou reconstruït. Fou declarat Monument Històric Nacional de Veneçuela en 1965.